# Erythrina poeppigiana
Erythrina poeppigiana är en ärtväxtart som först beskrevs av Wilhelm Gerhard Walpers, och fick sitt nu gällande namn av Orator Fuller Cook. Erythrina poeppigiana ingår i släktet Erythrina och familjen ärtväxter. Inga underarter finns listade i Catalogue of Life.

## Bildgalleri

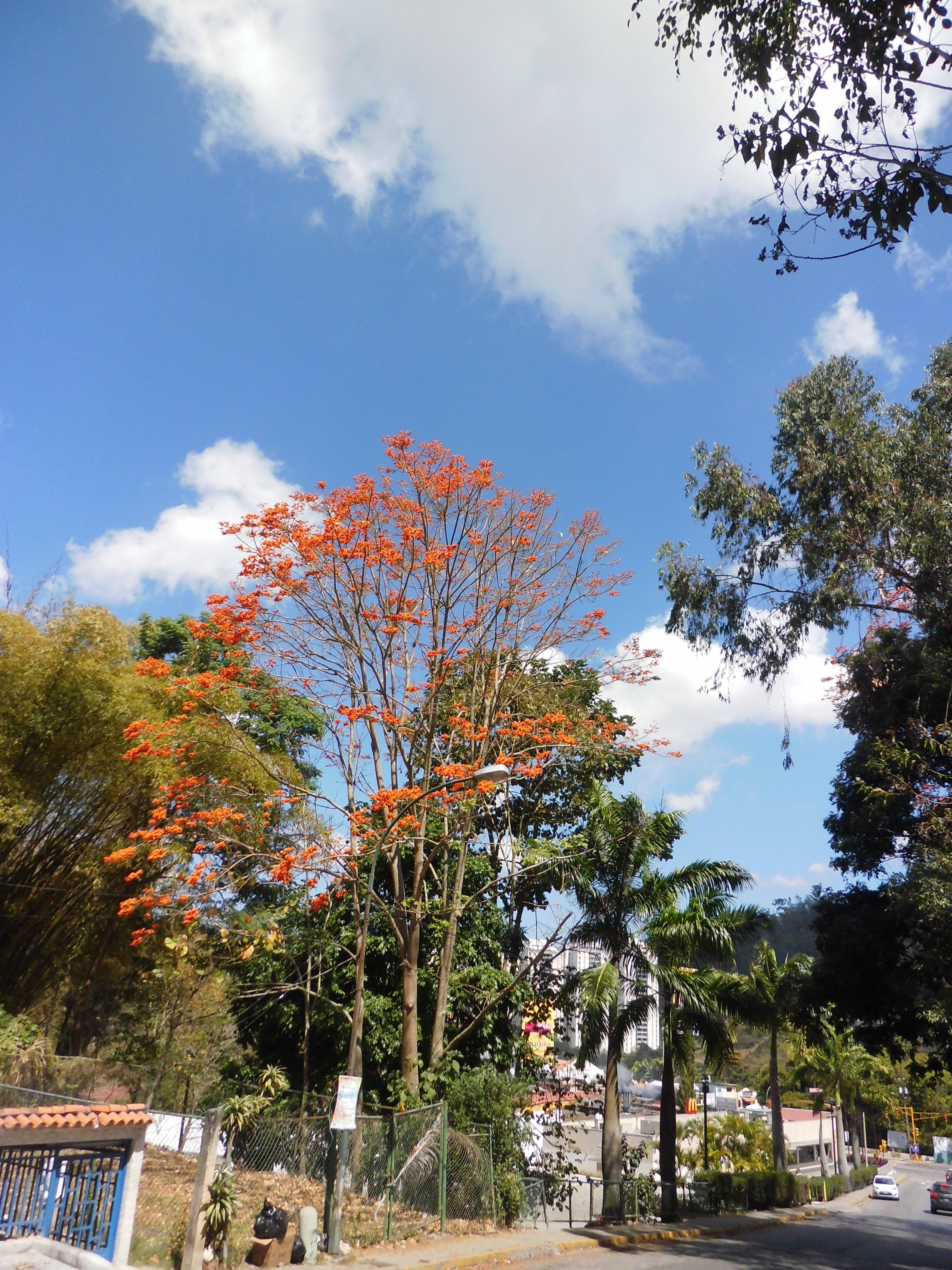
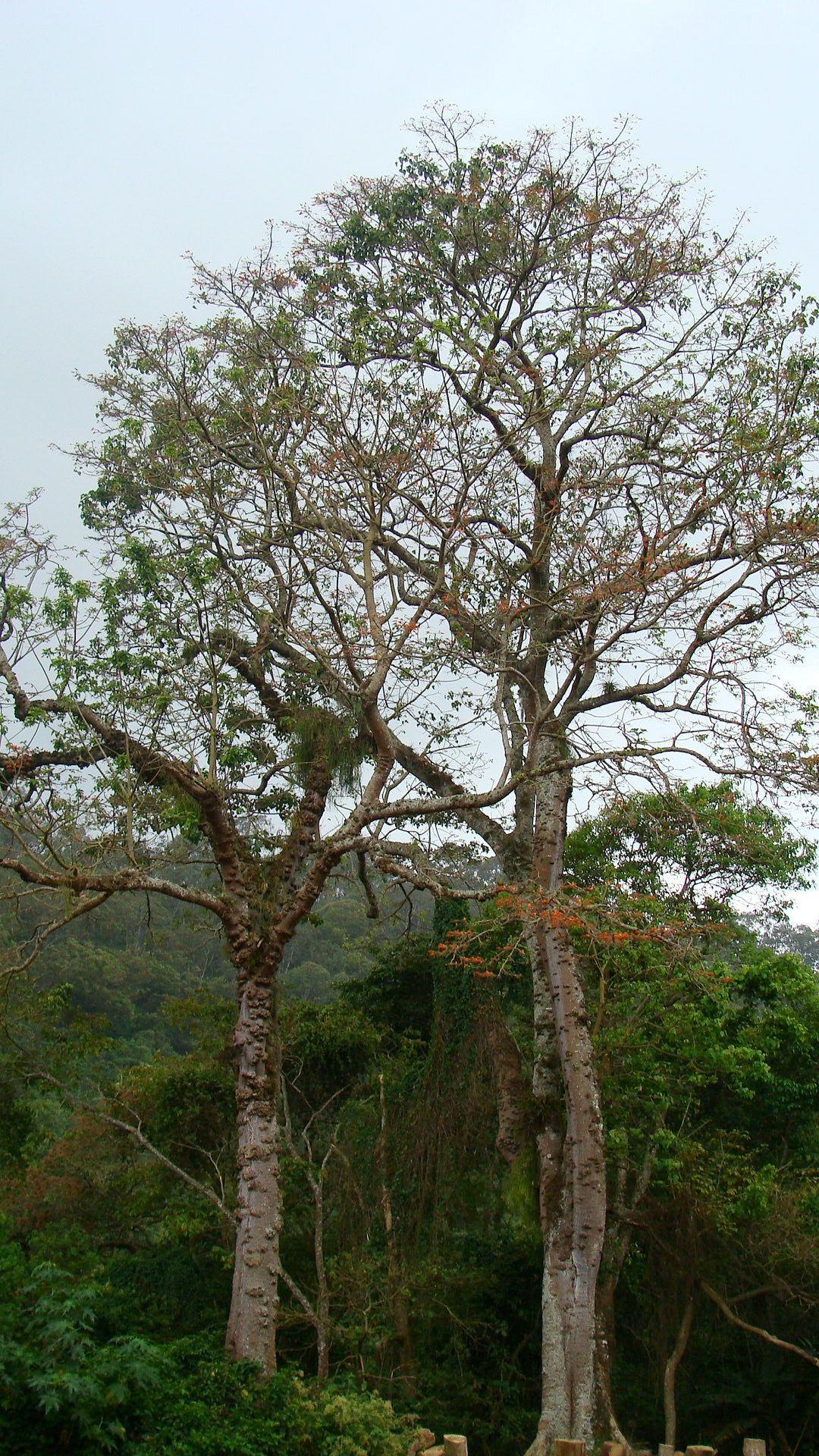
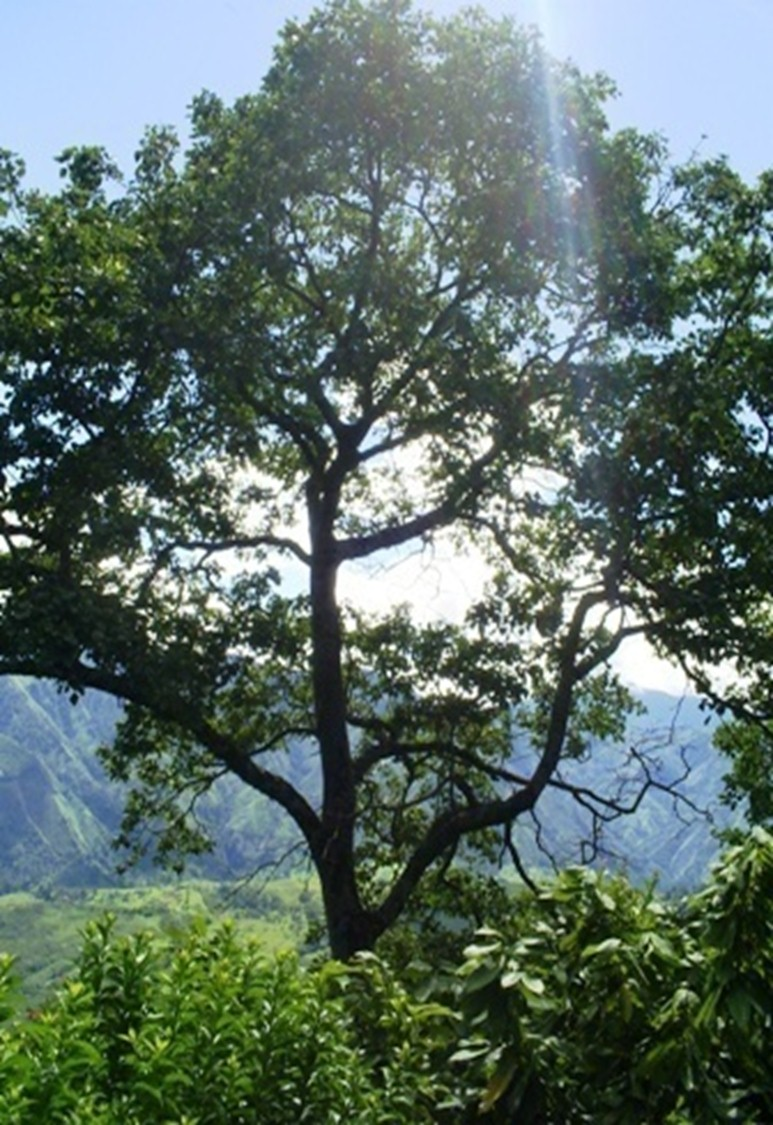
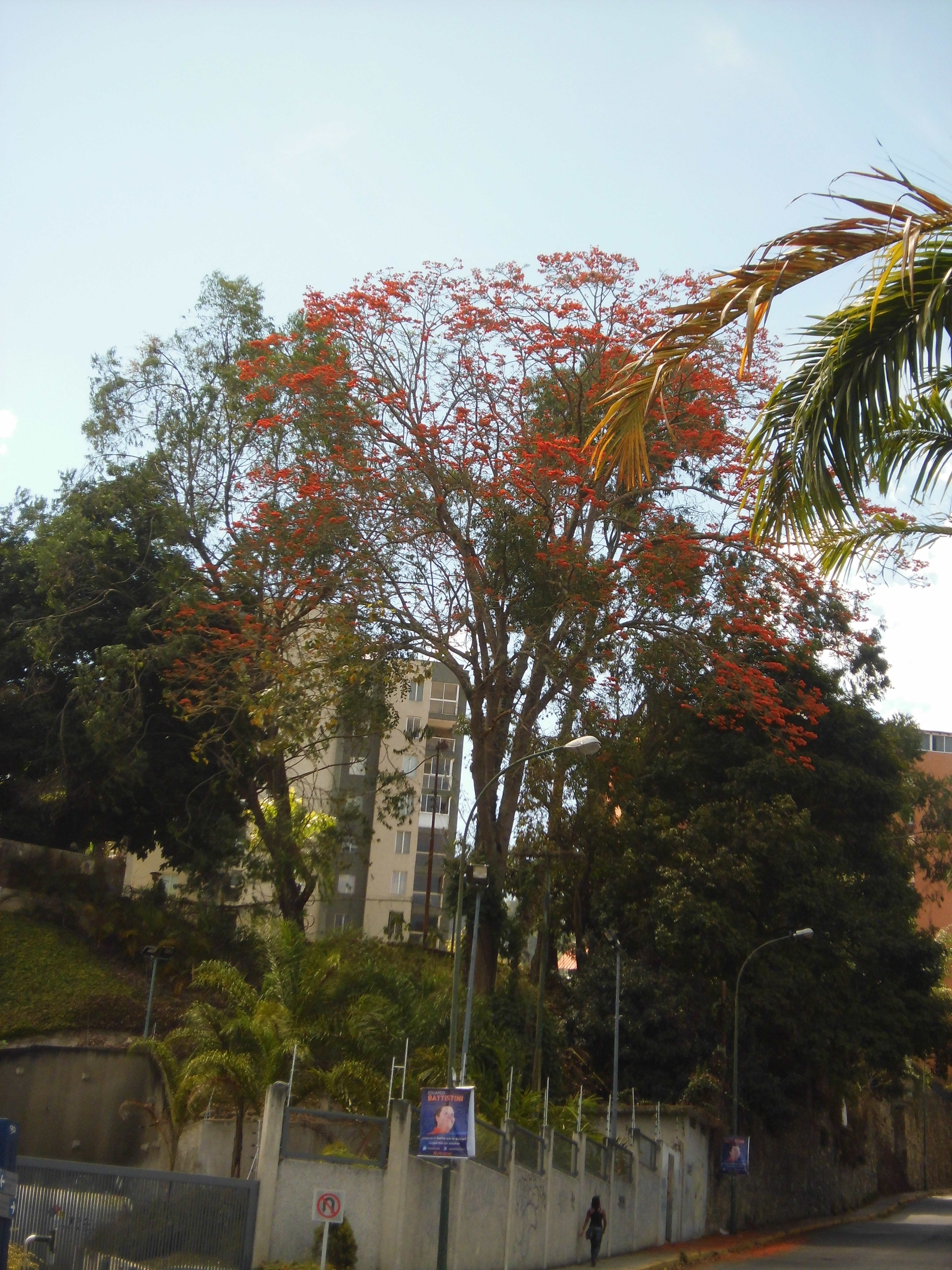
Erythrina poeppigiana - Museum specimen